# Primula flexuosa
Primula flexuosa är en viveväxtart som beskrevs av Turkevicz. Primula flexuosa ingår i släktet vivor, och familjen viveväxter. Inga underarter finns listade i Catalogue of Life.